# 이수 (일본의 요괴)

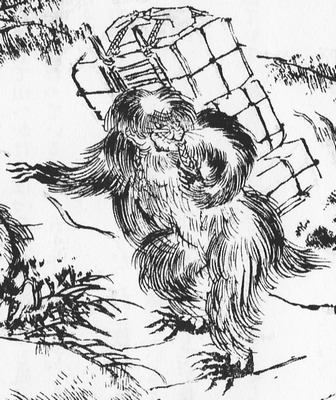
『호쿠에츠 설보』의 이수 삽화.

이수(일본어: 異獣 이쥬[*])는 에도시대에 오늘날의 니가타현에 해당하는 에치고국 우오누마군에 출현했다는 수수께끼의 생물이다. “원숭이를 닮았으나 원숭이는 아니다”고 형용되었다. 에치고의 호상 스즈키 보쿠시가 1841년(천보 12년)에 출판한 『호쿠에츠 설보』(北越雪譜) 제2편 권제4에 두 건의 출현기록이 실려 있다. 두 기록 사이에 시간적으로 선후관계가 있으며, 모두 이 지역 특산의 직물인 치지미(모시)와 관련이 있다.
니가타현 토카마치시의 향토기업인 아오키주조에서는 이수를 엠블렘으로 사용하는 "설남"(일본어: 雪男 유키오토코[*])이라는 사케 브랜드를 만들어 사용하고 있다. 설남이라는 말은 일본어에서 예티, 야인, 사스콰치 등 산림에 사는 유인원형 크립티드를 모두 일컫는 것이고 이 이수만 가리키는 것은 아니다.

## 제1기록
어느해 여름 초하룻날, 에치고국 우오누마군 호리우치(堀内)의 톤야(問屋: 도매상)가 7리(약 28 킬로미터) 떨어진 토카마치의 톤야에게 급하게 모시를 보내게 되어서, 타케스케(竹助)라는 남자가 큰 짐을 짊어지고 배달을 갔다. 7리길을 가는 도중, 산중에서 타케스케는 잠깐 쉬면서 식사를 하려고 했다. 그 때, 골짜기의 조릿대를 헤치고 기묘한 짐승이 나타났다. 원숭이 비슷하지만 원숭이는 아니고, 머리털이 등까지 늘어질 정도로 길고, 키는 인간보다 컸다. 짐승이 도시락을 탐내는 기색을 보이기에 타케스케가 조심하면서도 도시락을 나누어주자, 짐승은 기쁜 듯이 받아먹었다. 안심한 타케스케가 돌아오는 길에도 도시락을 나누어주겠다고 고하고, 슬슬 출발하려고 등짐을 집으려 하자, 그보다 먼저 짐승이 짐을 짊어지고 타케스케의 앞을 걷기 시작했다. 덕분에 타케스케는 힘들이지 않고 산길을 벗어날 수 있었다. 목적지가 가까운 이케타니촌(오늘날의 토카마치시 이케타니)에 닿자 짐승은 짐을 내려놓고 산으로 호닥닥 사라졌다. 그 빠르기가 질풍과도 같았다. 『호쿠에츠 설보』가 집필될 무렵으로부터 40-50년 전의 일이라 하며, 이후 이 짐승이 산을 지나가는 사람들에게 자주 목격되었고, 민가에 내려와 먹을 것을 조르는 일도 있었다고 한다.:289-290

## 제2기록
앞서 언급된 이케타니촌의 어느 사람이 14-15세 무렵에 있었다는 이야기다. 마을 처녀 중에, 톤야의 지명으로 주문을 받을 정도의 솜씨를 가진 모시길쌈 명인이 있었다. 아직 겨울눈이 남아 있을 무렵, 가족들이 모두 외출하고 처녀가 혼자 길쌈하고 있는데 집 창가에 짐승이 나타났다. 처녀는 놀라 달아나려 했으나 작업을 위해 허리를 베틀에 묶어 두었기 때문에 도망치지 못하고 어찌할 바를 몰랐다. 그러나 짐승은 처녀를 해치지 않고 다만 부뚜막의 밥통만을 탐내는 기색이었다. 처녀는 이 짐승에 관한 소문을 들은 바 있어서, 주먹밥을 두세 개 만들어 주었더니 짐승은 기뻐하며 사라졌다. 그 후로도 짐승은 처녀가 집에 혼자 있을 때 나타나 밥을 졸랐고, 처녀도 익숙해져서 두려움을 느끼지 않게 되었다. 어느 날 높으신 분에게서 급한 주문이 들어왔다. 그런데 처녀가 제작에 들어가자마자 달거리가 시작되어 부정탄다고 작업장에 들어갈 수 없게 되었다. 이러다가는 납기일을 맞추지 못할 것 같아 처녀와 그 부모가 모두 비탄에 잠겼다. 달거리가 시작된지 사흘 째 되는 날 저녁, 식구들이 농사를 지으러 나간 틈에 오랜만에 짐승이 나타났다. 처녀는 좁쌀밥을 해주며 위급한 상황의 넋두리를 늘어놓았다. 그러자 짐승은 여느 때와 같이 밥을 받자마자 떠나지 않고, 무슨 생각에 잠긴 모양으로 한동안 있더니 사라졌다. 그날 밤 갑자기 처녀의 달거리가 멈추었고, 처녀는 놀라면서도 급히 몸을 정화하고 작업장에 들어가 모시를 완성할 수 있었다. 처녀의 부친이 톤야에게 물건을 납품했을 무렵, 갑자기 달거리가 재개되었다. 처녀는 짐승이 도와준 것이라고 생각했고, 사람들도 이 말을 듣고 불가사의한 일이라 생각했다.